# Fototropina

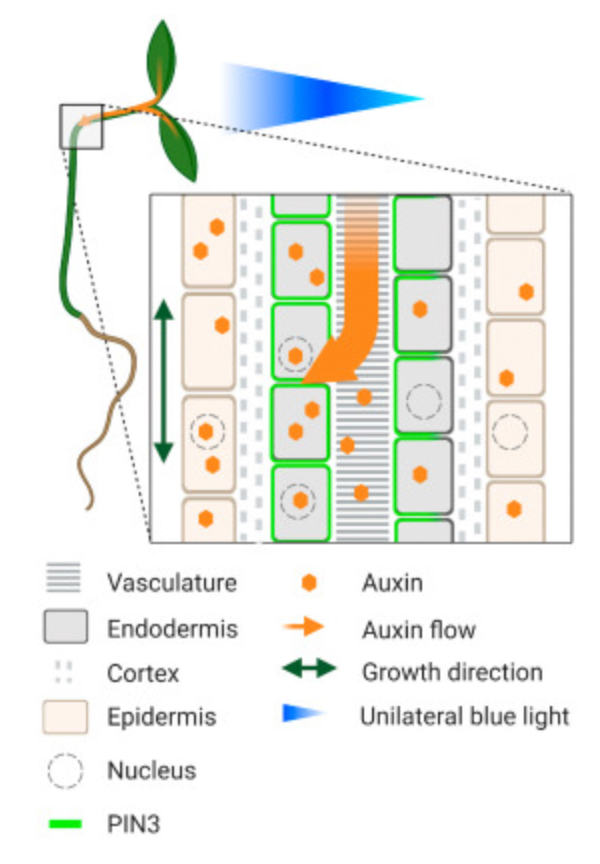
La luce blu unilaterale (qui da destra) determina una flessione di fototropismo dipendente da fototropina verso la sorgente di luce. Ciò avviene attraverso la localizzazione asimmetrica delle proteine PIN3 nell'endoderma, favorendo il trasporto dell'auxina verso il lato non illuminato. Il gradiente di auxina risultante promuove l'allungamento cellulare differenziale che si traduce in una flessione verso la luce. Questa figura è un ritaglio di una figura più complessa.

Fototropina è un fotorecettore delle piante che viene attivato dalla luce blu. Insieme ai recettori fitocromo e criptocromo è coinvolto nei processi che regolano la crescita della pianta. La risposta all'attivazione di questo recettore è la crescita verso la luce ossia fototropismo positivo in rami, foglie e fiori e una crescita che evita la luce ossia fototropismo negativo nelle radici. La fototropina regola anche processi fisiologici quali lo spostamento dei cloroplasti che si possono accumulare o, al contrario, diffondere per catturare meglio o evitare la luce rispettivamente. Controllano anche l'apertura degli stomi, la crescita delle foglie e la crescita del germoglio.

## Meccanismo
Il recettore fototropina che viene attivato dalla luce blu (400-500 nm), è una flavoproteina che consiste di due domini: LOV1 e LOV2 (Light-Oxygen-Voltage) dove ogni dominio è un dimero. Il dominio flavinico (flavina mononucleotide; FMN) è connesso ad una Serina/Treonina-chinasi che, dopo l'attivazione di LOV2, si autofosforila prima di trasmettere il segnale alla cellula. Seguono interazioni con varie proteine, che sono tutte buone candidate per il trasporto di auxine durante il fototropismo negativo nelle radici. Nel caso di fototropismo positivo viene defosforilata la proteina intermediaria NPH3, che si accumula al lato illuminato dell'ipocotile, del picciolo, o il peduncolo del fiore. L'auxina invece si accumula al lato in ombra di queste strutture. L'auxina è un ormone che fa aumentare la grandezza delle cellule e di conseguenza si verifica il piegamento di suddette strutture verso la fonte di luce.

## Evoluzione
Le epatiche e le antocerote hanno soltanto una forma di fototropina (un gene) mentre muschi, lycophyta, felci e spermatophyta hanno più geni per diverse forme di fototropina. La duplicazione dei geni ha prodotto due forme parallele (phot1 e phot2) che funzionano con luce blu debole o forte rispettivamente.